# Fundo Correio da Manhã
Niomar Moniz Sodré Bittencourt com Henrique Lott no Correio da Manhã
O Fundo Correio da Manhã é um fundo do Arquivo Nacional, que reúne itens do Correio da Manhã. Reúne entre outros objetos 1.014.120 fotografias e 103 metros de documentos textuais, de 1901 a 1974, respectivamente as datas de fundação e dissolução do jornal. O fundo foi doado ao Arquivo Nacional em 1982 por Fernando Gasparian, após este o arrematar em um leilão em 1975. Em relação ao Correio da Manhã, foi dito que: "Durante grande parte de sua existência, foi um dos principais órgãos da imprensa brasileira, destacando-se como um jornal independente, de tradição legalista e oposicionista em diversos momentos da vida política do país".